# Шишков, Леон Николаевич
Леон Николаевич Шишков (1830—1908) — русский химик, профессор.

## Биография
Родился 23 февраля (7 марта) 1830 года в деревне Спешнево Данковского уезда Рязанской губернии (ныне на территории Липецкой области; не существует).
В 1851 году окончил Михайловское артиллерийское училище в Санкт-Петербурге и был оставлен в ней преподавателем. Шестью годами позже он вместе с Р. Бунзеном изучал в Гейдельберге процессы горения чёрного пороха: механизм, продукты, давление и работу горения. С 1860 года — профессор Михайловской артиллерийской академии, где организовал в 1861 году образцовую для того времени химическую лабораторию.
Основные работы были посвящены химии взрывчатых веществ. Изучал физикохимию процесса горения чёрного пороха; исследовал состав и строение гремучей кислоты и её солей (фульминатов). Первым синтезировал и описал ряд нитросоединений: тетранитрометан, тринитрометан (нитроформ), бромтринитрометан, динитроацетонитрил и другие.
В 1865 году вышел в отставку, жил в деревне, где родился и продолжал там свои исследования. В 1869 году был признан Советом Санкт-Петербургского университета доктором химии honoris causa.
Умер в Спешнево 31 декабря 1908 (13 января 1909) года.